# Крючкоклювый гавайский вьюрок
Крючкоклювый гавайский вьюрок (лат. Pseudonestor xanthophrys) — гавайский вид воробьинообразных птиц из подсемейства гавайских цветочниц (Drepanidinae) внутри семейства вьюрковых (Fringillidae), выделяемый в монотипический род Pseudonestor.
Птица длиной около 14 см, массой 20—25 грамм. На груди, щеках и животе жёлтое оперение, светло-оливковые крылья и хвост. Самцы крупнее и темнее самок. Насекомоядные. Самки вьют чашевидные гнёзда, и откладывают 1—2 яйца. Птенцы вылупляются через 16 дней после кладки, и остаются с родителями до тех пор, пока не научатся сами добывать себе пищу.
Встречаются на востоке острова Мауи (Гавайские острова). Находится в критической опасности исчезновения. По последним данным на острове Мауи обитают около 500 особей.